# Coppa Intercontinentale 2001 (calcio)
La Coppa Intercontinentale 2001 è stata la quarantesima edizione del trofeo riservato alle squadre vincitrici della UEFA Champions League e della Coppa Libertadores.

## Avvenimenti
C'è di nuovo il Boca Juniors a giocarsi la Coppa per il secondo anno consecutivo, questa volta contro il Bayern Monaco, che mancava dalla competizione da addirittura 25 anni. I tedeschi non si fanno sorprendere dall'astuzia degli argentini, come il Real Madrid l'anno prima, impostando la partita sulla propria potenza fisica e sull'estrema organizzazione difensiva. Ne esce una partita bloccata e poco spettacolare, risolta soltanto da un goal in mischia del difensore ghanese Samuel Kuffour nel secondo tempo supplementare.
Nel 2017, la FIFA ha equiparato i titoli della Coppa del mondo per club e della Coppa Intercontinentale, riconoscendo a posteriori anche i vincitori dell'Intercontinentale come detentori del titolo ufficiale di "campione del mondo FIFA", inizialmente attribuito soltanto ai vincitori della Coppa del mondo per club.

## Tabellino
| Arbitro: | Kim Milton Nielsen |

|              |           |  |
| Kuffour 109’ | Marcatori |  |

| Bayern Monaco | Boca Juniors |

| Bayern Monaco   |    |                  |             |                  |
|                 |    |                  |             |                  |
| P               | 1  | Oliver Kahn (C)  |             |                  |
| D               | 2  | Willy Sagnol     |             |                  |
| D               | 3  | Bixente Lizarazu |             |                  |
| D               | 4  | Samuel Kuffour   | Ammonizione | Man of the match |
| D               | 12 | Robert Kovač     |             |                  |
| C               | 8  | Niko Kovač       |             | 76’              |
| C               | 23 | Owen Hargreaves  | Ammonizione | 76’              |
| C               | 17 | Thorsten Fink    |             |                  |
| C               | 13 | Paulo Sérgio     |             |                  |
| A               | 9  | Giovane Élber    | Ammonizione |                  |
| A               | 14 | Claudio Pizarro  |             | 119’             |
| Sostituzioni:   |    |                  |             |                  |
| C               | 6  | Pablo Thiam      |             | 119’             |
| C               | 10 | Ciriaco Sforza   |             | 76’              |
| A               | 19 | Carsten Jancker  |             | 76’              |
| Allenatore:     |    |                  |             |                  |
| Ottmar Hitzfeld |    |                  |             |                  |

| Boca Juniors   |    |                            |             |          |
|                |    |                            |             |          |
| P              | 1  | Óscar Córdoba              |             |          |
| D              | 4  | Jorge Martínez             |             | 17’      |
| D              | 3  | Rolando Schiavi            | Ammonizione |          |
| D              | 6  | Nicolás Burdisso           |             |          |
| D              | 2  | Clemente Rodríguez         | Ammonizione |          |
| C              | 5  | Mauricio Serna (C)         | Ammonizione |          |
| C              | 13 | Cristian Traverso          |             |          |
| C              | 26 | Javier Villarreal          |             | 99’      |
| C              | 10 | Juan Román Riquelme        |             |          |
| A              | 7  | Guillermo Barros Schelotto | Ammonizione |          |
| A              | 16 | Marcelo Delgado            |             |          |
| Sostituzioni:  |    |                            |             |          |
| D              | 10 | José María Calvo           |             | 17’ 111’ |
| C              | 7  | Gustavo Pinto              |             | 99’      |
| A              | 16 | Ariel Carreño              |             | 111’     |
| Allenatore:    |    |                            |             |          |
| Carlos Bianchi |    |                            |             |          |